# Parczum
Parczum (ros. Парчум) – osiedle w Rosji, w obwodzie irkuckim, w rejonie czuńskim. W 2010 liczyło 725 mieszkańców.